# Bitwa pod Mauchline Muir
Bitwa pod Mauchline Muir – starcie zbrojne, które miało miejsce 12 czerwca 1648 podczas angielskiej wojny domowej (1642–1651).
Bitwa została stoczona pomiędzy Prezbiterianami przeciwnymi zaręczynom z królem Anglii Karolem I a ugodowcami (Engagers) i lojalnymi wobec rządu szkockiego siłami pod wodzą Jamesa Hamiltona. Walka stoczona została w pobliżu Loudoun Hill na wschód od Kilmarnock w Ayrshire. Rebelia została szybko rozproszona przez zawodowych żołnierzy, dowodzonych przez hrabiego Middletona i hrabiego Callendara.

## Zaręczyny
W trakcie 1647 Hamilton i znaczna część szkockiej szlachty coraz bardziej niepokoili się o los króla Karola I, więzionego od końca pierwszej angielskiej wojny domowej i będącego pod władzą coraz bardziej radykalnych członków tzw. Armii Nowego Typu (New Model Army). Nowy rząd markiza Argylla, który zajął miejsce radykalnej partii Prezbiterian, związany był z listem Konwentorów (Covenants) z 1638 i 1643.
Przed Hamiltonem pozostało jedno bardzo ważne zadanie, mające dwa przeciwstawne sobie aspekty, które w przyszłości okazały się niemożliwe do pogodzenia: dojść do ugody z królem, co usatysfakcjonowałoby Argylla, i jednocześnie zadowolić radykałów Kirka. W grudniu 1647 szkocki rząd zawarł tajemną ugodę z Karolem – wówczas więźniem w Carisbrooke Castle na wyspie Wight – znaną jako Zaręczyny (the Engagement). Karol obiecał zaprowadzić Prezbiteriaizm w Anglii na próbny okres 3 lat – co nie oznaczało, że sam przystąpił do Konwentorów – w zamian za pomoc szkockiej armii. To było znacznie poniżej oczekiwań szkockich komisarzy, lecz to było wszystko co król mógł ofiarować. Oczekiwano kłopotów – które wkrótce nadeszły.

## Przekleństwo Boga
Dla Hamiltona i jego partii Zaręczyny były najważniejszą sprawą. W odróżnieniu od Przysięgłej Ligi Konwentorów (Solemn League and Covenant) nie mogła ona uzyskać aprobaty szkockiego parlamentu ani kościoła (General Assembly of the Church). W swej istocie była arystokratyczną próbą odzyskania kontroli nad szkocką polityką, nad którą szkocka arystokracja nie panowała już od 1643 roku.
Już przed zebraniem się parlamentu w 1648 rosła szybko opozycja wobec zawartych Zaręczyn. Komisja Kirka, ciągła egzekutywa Ogólnego Zgromadzenia (General Assembly) otwarcie głosiła, że królewskie ustępstwo w sprawach religijnych jest szkodliwe dla Konwencji (the Covenant). Zaręczyny zostały otwarcie potępione z ambony we wszystkich parafiach w Szkocji, jeden z ministrów protestanckich zagalopował się aż do stwierdzenia, że Hamilton ściągnie przekleństwo Boga na siebie i swoje potomstwo. Wkrótce powszechna opozycja osiągnęła taki stan, że zaczęło to poważnie wpływać na tempo rekrutacji do armii Hamiltona. Szczególnie silny opór pojawił się na południowym zachodzie Szkocji, w Ayrshire, Lanarkshire i Galloway, a więc w rejonach gromadzących najbardziej zajadłych zwolenników Konwencji (the Covenant). Opóźnienia w tworzeniu armii oznaczały dla sił angielskich Rojalistów, że powstanie w drugiej angielskiej wojnie domowej zostanie wyizolowane i bez wsparcia.

## Żołnierze i kaznodzieje
Rząd został zmuszony, by podjąć surowe środki dla zakończenia oporu. James Turner, zawodowy żołnierz, został wysłany do Glasgow z regimentem piechoty, by zmusić magistraty do współpracy.
Wielu mieszczan zrezygnowało z oporu widząc wydatki i niewygody związane z kwaterunkiem żołnierzy. Wieści o tej osobliwej metodzie szybko rozeszły się po okolicach; więc gdy Turner wkroczył do Paisley, magistraty szybko się poddały. Hamilton w tym czasie przymusowo rekrutował mężczyzn w Lanarkshire, podczas gdy hrabia Callendar przesunął się na zachód, by mu pomóc. Setki mężczyzn, wielu z nich na koniach i pod bronią, uszło przez granice do Ayrshire, gdzie opozycja wobec Zaręczyn była szczególnie ostra.
Na początku czerwca 2 000 lub 3 000 milicji Kowentorów zebrało się koło Loudoun Hill. Mieli wszystko, oprócz przywódcy. Stanowisko wodza zaoferowali hrabiemu Eglinton oraz generałowi Leslie, znanym zwolennikom Argylla. Jednak obaj panowie odmówili. Rozczarowani takim rozwojem wypadków, zebrani zaczęli się rozchodzić. Ci, co jednak pozostali, stanowili wystarczająco pokaźną grupę, złożoną w znacznej części z uciekinierów z Lanarkshire, by przystąpić do Wieczerzy Pańskiej w niedzielę 11 czerwca w Mauchline. Ponieważ wielu ludzi przybyło z pobliskich parafii, kazania i modlitwy trwały aż do następnego dnia.

## Mauchline Muir
Gdy będący w Paisley Turner dowiedział się o niebezpiecznym zebraniu w Ayrshire, nie miał jednak informacji o dokładnej lokalizacji. Natychmiast wysłał raport do Hamiltona, który rozkazał Callendarowi i Middletonowi połączyć się z nim. Dnia 12 czerwca połączyli się w Stewarton, koncentrując całą siłę 1 600 jazdy i 2 000 piechoty. Teraz Callendar już wiedział, że Konwentorzy są w Mauchline. Jeden regiment został wysłany do Irvine, podczas gdy Turner i Middleton posuwali się z sześcioma oddziałami jazdy naprzeciw rebeliantom. Callendar ruszył z resztą sił, zamierzając odpocząć w Kilmarnock. Otrzymał jednak nowe raporty, mówiące, że siły milicji szacowane z początku na 600 ludzi, liczą jakieś 2 000, w tym 1 200 jazdy. Natychmiast wysłał posiłki, by dołączyły do jego czołowych jednostek. Middleton stanął przed Konwentorami, uszykował się nad Mauchline Muir, mając 600 żołnierzy, łącznie z posiłkami od Callendara. Po nieudanej probie rozpędzenia rebeliantów, rozkazał części swych sił ruszyć naprzód. Atak ten został z miejsca odparty i wówczas armia rebeliantów ruszyła do natarcia. Callendar, który początkowo nie docenił powagi sytuacji, przybył w ostatniej chwili, by uratować z opresji osaczone przez przeważające siły wojsko Middletona. Nadejście dodatkowych oddziałów regularnej armii skłoniło buntowników do ucieczki. Obie strony straciły w walce po kilka osób zabitych i znacznie większą liczbę rannych, włączając w to Middletona i Johna Hurry’ego. Nie zorganizowano pościgu, więc wielu powstańców uciekło do Galloway, kolejnej fortecy Konwentorów (Covenanter).